# Chiesa di Dio Onnipotente
La Chiesa di Dio Onnipotente (in cinese Quánnéng Shén Jiàohuì, 全能神教會/全能神教会), nota anche come Folgore da Oriente o  Lampo da Levante (東方閃電/东方闪电, Dōngfāng Shǎndiàn), è un nuovo movimento religioso fondato in Cina nel 1991, cui le autorità cinesi attribuiscono da tre a quattro milioni di membri. Il suo insegnamento centrale è che Gesù Cristo è ritornato sulla Terra ai nostri giorni e si è incarnato come Dio Onnipotente (全能神). Il movimento è considerato dalle autorità cinesi uno xie jiao (una parola spesso tradotta “setta malvagia” ma in effetti usata sin dal tempo della dinastia Ming per indicare “insegnamenti eterodossi”) e accusato di vari crimini, compreso il famigerato omicidio settario del McDonald's di Zhaoyuan. La Chiesa nega ogni addebito, e diversi studiosi hanno studiato alcune delle accuse e concluso che sono false. Ci sono anche attivisti dei diritti umani che sostengono che le accuse sono state costruite per giustificare una persecuzione che era già iniziata in precedenza per motivi politici.

## Storia
Benché il movimento non menzioni mai il suo nome, e avverta che le informazioni fornite da fonti esterne potrebbero non essere accurate, la maggioranza degli studiosi che si sono occupati della Chiesa di Dio Onnipotente ritiene che la persona identificata con Dio Onnipotente sia una donna nata nella Cina nord-occidentale nel 1973, Yang Xiangbin. Nel 1989, durante un risveglio del mondo evangelico cinese, la persona più tardi identificata come Dio Onnipotente entra nel movimento delle “Chiese domestiche”, cioè le Chiese protestanti non autorizzate dal governo, e comincia a pronunciare parole che i seguaci paragonano per autorità e potenza a quelle di Gesù Cristo mentre frequenta il movimento fondato dal predicatore cinese Watchman Nee (1903–1972), che nacque in una famiglia cristiana in Foochaw, Cina. L'effettiva conversione avvenne nel 1920 quando, dopo una grande crisi interiore abbandonava I suoi piani terreni ed intraprese una battaglia donando la sua vita interamente al Signore. Prese allora da Nee Shu-tsu il suo vero nome, il nome inglese di Watchman Nee che significa "la sentinella ( in cinese To- sheng, il sonaglio della sentinella"). In quanto si considerava chiamato da Dio ad essere la sentinella della “Chiesa locale” in Occidente e urlatore per avvisare la gente, da “Shouters” (urlatori, dal tono di voce molto alto usato negli incontri di preghiera) attraverso testimonianze pubbliche ed un'intensa attività spirituale e di scrittura di libri come il principale dal titolo  "l'uomo spirituale" che fu composto nel 1927 in Cina e che venne successivamente tradotto in inglese garantendo la sua diffusione anche al di fuori dei confini cinesi ad opera dei fedeli della Chiesa di Dio onnipotente. Molti fedeli delle “Chiese domestiche” credono che queste parole vengano dallo Spirito Santo e cominciano a leggerle nelle loro riunioni, benché solo nel 1993 la persona che è all’origine dei messaggi è riconosciuta come il Cristo, Dio incarnato, e l’unico vero Dio, dando così origine alla Chiesa di Dio Onnipotente. 
Tra i cristiani convertiti al messaggio e alla persona di Dio Onnipotente c’è Zhao Weishan, nato nel 1951 nella provincia cinese dell'Heilongjiang e a quel tempo leader di una branca indipendente del movimento degli Shouters. Più tardi sarà riconosciuto come l’Uomo usato dallo Spirito Santo e il Prete della Chiesa di Dio Onnipotente. La Chiesa è personalmente guidata e diretta dalla persona che riconosce come Dio Onnipotente, mentre Zhao Weishan la coadiuva e ha la responsabilità della guida amministrativa.
Dopo la dura repressione della metà degli anni 1990, che prende di mira insieme la Chiesa di Dio Onnipotente e gli Shouters, senza che le profonde differenze teologiche fra i due gruppi siano necessariamente chiare alle autorità cinesi, nel 2000, Zhao e Yang vanno negli Stati Uniti, dove entrano il 6 settembre e nel 2001 ottengono asilo politico, dirigendo da allora la Chiesa da New York. All’inizio del 2009, He Zhexun, che fino allora dirigeva il movimento in Cina, è arrestato dalle autorità cinesi. Il 17 luglio 2009, Ma Suoping (1969–2009), che aveva sostituito He Zhexun, è anch’essa arrestata dalla polizia cinese, e muore in carcere.
Nonostante la repressione del governo, e il fatto che alcuni leader delle Chiese cristiane maggioritarie accusino la Chiesa di Dio Onnipotente di eresia, la Chiesa cresce rapidamente e nel 2014, secondo fonti governative, raggiunge i tre o anche i quattro milioni di membri. Dopo l’omicidio settario del McDonald's di Zhaoyuan del 2014, la repressione in Cina s’intensifica, e diverse migliaia di membri si rifugiano all’estero, dove fondano chiese in Corea del Sud, Stati Uniti, Australia, Canada e altri paesi, in aggiunta a quelle già fondate a Hong Kong e Taiwan.. Una conseguenza imprevista della diaspora è la fioritura, nei Paesi dove la Chiesa di Dio Onnipotente può operare liberamente, di un’attività artistica, nei settori della pittura e della cinematografia, con produzione di opere che hanno vinto premi significativi in festival internazionali.

## Credenze
Il nome “Folgore da Oriente” o “Lampo da Levante” è stato originariamente usato da osservatori esterni per descrivere la Chiesa, che cita spesso un brano del Vangelo di Matteo, 24,27: “Infatti, come la folgore viene da oriente e brilla fino a occidente, così sarà la venuta del Figlio dell'uomo”. La “folgore (che) viene da oriente” secondo la Chiesa è Gesù Cristo che torna come Dio Onnipotente in un paese orientale, la Cina, per inaugurare la terza epoca dell’umanità, l’Età del Regno, che segue l’Età della Legge, cioè l’era dell’Antico Testamento  e l’Età della Grazia, che va dalla nascita di Gesù all’avvento di Dio Onnipotente nel secolo XX.
Con il sacrificio di Gesù sulla croce, i peccati degli umani sono stati perdonati, ma la loro natura peccaminosa non è stata sradicata. Nell’Età del Regno, Dio Onnipotente è all’opera per sradicare questa natura incline al peccato. Tuttavia, l’Età del Regno, in cui viviamo oggi, non va confusa con l’Età del Regno Millenario, che è invece un tempo futuro che seguirà i disastri apocalittici profetizzati nella Bibbia, quando il messaggio di Dio Onnipotente sarà accettato da tutti i popoli, la natura umana peccaminosa sarà trasformata e gli uomini e le donne, purificati da Dio, vivranno per sempre sulla Terra.
La Chiesa di Dio Onnipotente definisce come suo membro chiunque creda sinceramente in Dio, abbia una “buona indole” e sia certo che Dio Onnipotente è Gesù Cristo che è ritornato ai nostri giorni in Cina, un paese che secondo la Chiesa di Dio Onnipotente rappresenta nello stesso tempo il luogo dove il malvagio Drago dell'Apocalisse si manifesta sotto le sembianze del Partito Comunista Cinese e dove la Seconda venuta di Gesù Cristo doveva pure manifestarsi.

## Controversie
Le accuse secondo cui la Chiesa di Dio Onnipotente avrebbe commesso gravi crimini vengono da due fonti: il Partito Comunista Cinese e alcune tra le Chiese cristiane maggioritarie. Il governo e i media ufficiali cinesi accusano periodicamente la Chiesa di attività criminali. Le accuse più frequenti riguardano l'omicidio settario del McDonald's di Zhaoyuan del 2014, che è stato al centro di un servizio della BBC nello stesso anno, il rapimento nel 2013 nello Shanxi di un bambino cui sono stati cavati gli occhi, e tumulti successivi all’annuncio della fine del mondo per l’anno 2012.
L’espressione omicidio settario del McDonald's di Zhaoyuan indica il brutale assassinio, il 28 maggio 2014, di una commessa di 37 anni, Wu Shuoyan (1977–2014), in un McDonald's della città di Zhaoyuan, nella provincia cinese dello Shandong. Sei “missionari” entrano nel McDonald’s e chiedono ai clienti di lasciare i loro numeri di telefono. Wu si rifiuta, è identificata come uno “spirito maligno” e uccisa. Le autorità cinesi attribuiscono l’omicidio alla Chiesa di Dio Onnipotente, e questa accusa è ripresa da diversi media occidentali. Tuttavia, studiosi che hanno esaminato i documenti del processo, che si è concluso con la condanna a morte di due degli assassini, hanno concluso che responsabile dell’omicidio era un gruppo religioso diverso, ancorché con un nome simile, che credeva in un diverso Dio Onnipotente e lo identificava con un solo Dio in due persone, incarnato insieme nelle due leader del gruppo, Zhang Fan (1984–2015), giustiziata nel 2015, e Lü Yingchun, poi condannata all’ergastolo.
Il 24 agosto 2013, una donna rapisce un bambino di sei anni, Guo Bin, nello Shanxi e gli cava gli occhi. Più tardi il bambino diventerà famoso per l’operazione chirurgica cui è stato sottoposto nel 2014 a Shenzen, in cui gli sono state impiantate due protesi oculari. Alcuni media cinesi, dopo l’omicidio del McDonald’s, hanno attribuito anche questo crimine alla Chiesa di Dio Onnipotente. Come ha mostrato uno studio della ricercatrice americana Holly Folk, la polizia ha sempre attribuito il crimine alla zia di Guo Bin, e non c’è alcuna prova di un coinvolgimento della Chiesa di Dio Onnipotente.
La Chiesa di Dio Onnipotente è stata anche accusata di avere diffuso profezie sulla fine del mondo che sarebbe dovuta avvenire nel 2012, nel quadro globale delle profezie sul 21 dicembre 2012 basate sul calendario maya, causando tumulti e veri e propri crimini in Cina. La studiosa australiana Emily Dunn, nel primo libro accademico dedicato alla Chiesa di Dio Onnipotente pubblicato nel 2015, ha notato che, come molti altri cinesi, anche “membri della Folgore da Oriente hanno accettato la cosiddetta profezia maya” ma “sembrano averlo fatto senza l’approvazione dei dirigenti del gruppo”, i quali hanno dichiarato che le profezie maya e altre su date della fine del mondo erano “sbagliate”.
Alcuni dirigenti di altre Chiese cristiane hanno accusato la Chiesa di Dio Onnipotente sia di “eresia” sia di “furto di fedeli” attraverso strategie disoneste. L’accusa più grave è che nel 2002 la Chiesa di Dio Onnipotente avrebbe rapito 34 leader della China Gospel Fellowship, una delle maggiori “Chiese domestiche” cinesi, allo scopo di convertirli. Parecchi cristiani in Occidente hanno accettato l’accusa.  La Chiesa di Dio Onnipotente ha pubblicato una risposta che osserva come le accuse ignorino il contesto della repressione religiosa in Cina e presentino diverse incongruenze, affermando pure che è strano che nessuno sia stato arrestato e processato per il presunto rapimento, e concludendo che, inventando la storia del rapimento, la Cina Gospel Fellowship ha semplicemente cercato di trovare una spiegazione per il fatto che numerosi suoi membri, compresi leader di rilievo nazionale, si erano convertiti alla Chiesa di Dio Onnipotente. 
Altre controversie riguardano il rifiuto di riconoscere lo status di rifugiato a membri della Chiesa di Dio Onnipotente che sono fuggiti in Corea del Sud, Francia, Italia e altri paesi. Le autorità di questi paesi sostengono che non ci sono prove sufficienti del fatto che questi richiedenti asilo siano stati perseguitati. Alcuni esperti internazionali ritengono che il fatto che la Chiesa di Dio Onnipotente sia bandita e perseguitata in quanto tale dovrebbe essere sufficiente a far concludere che i suoi membri che fuggono all’estero hanno un fondato timore di persecuzione.